# ولایت چیکوگو

نقشه ژاپن در سال ۱۸۶۸ میلادی. این ولایت با رنگ تیره مشخص شده است.

ولایت چیکوگو (به ژاپنی: 筑後国 Chikugo no kuni) یکی از ولایت‌ها در تقسیم‌بندی کشوری قدیم ژاپن بود.